# Pralinat

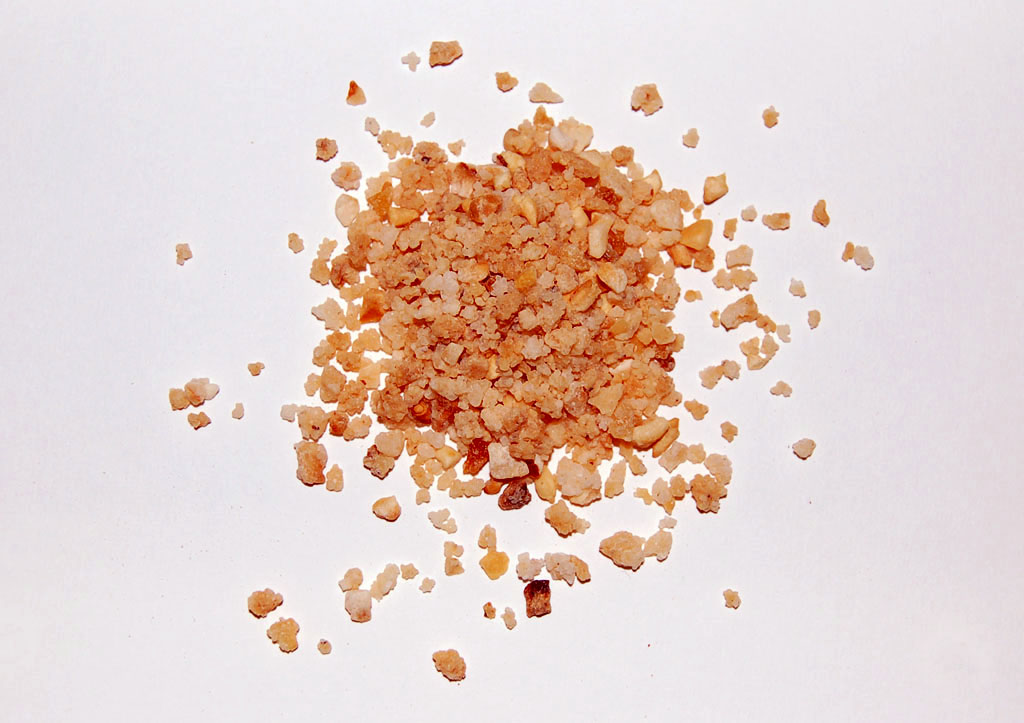
El pralin: si es tritura més fi dona la pasta anomenada pralinat.

El pralinat o praliné és una pasta utilitzada en rebosteria i composta tradicionalment d'una mescla d'ametlla o avellana confitada en sucre caramel·litzat. S'utilitza la mateixa quantitat d'ametlles que de sucre.
Tal com el pralí i la pralinoise, s'empra com a base per a farciments i cobertures de peces de rebosteria i de bombons de xocolata. Praliné, pralin i pralinoise són termes i tècniques culinàries francesos procedents de la rebosteria i confiteria de França i Bèlgica.

## Praliné, pralí ipralinoise
La mescla de caramel i fruita seca es deixa refredar i s'endureix; si es ratlla gruixut (o es pica amb un mall) s'obté una pols granulada : és el pralí. S'incorporarà en cremes de farciment en les quals s'aprecia que es notin les llavors crocants de la fruita seca caramel·litzada, o servirà de cobertura per a bescuits, pastissos i bombons de xocolata.
Si es tritura el pralí més fi, o es polvoritza, s'obté una pasta oliosa a causa del fet que el greix de la fruita seca emulsiona la mescla. És el praliné o pralinat. Embolicat en Ganache (amb un contingut de 25 % de xocolata almenys perquè en posar-lo a la boca arribi a fondre's amb la calor de l'alè), el praliné s'empra per a confeccionar diferents bombons de xocolata.
Afegint cacau al praliné, s'obté una pralinoise. La pralinoise pot ser també una mescla de praliné amb xocolata o ganache.
No ha de confondre's el praliné o pralinat amb la praliné o pralinada, que és una ametlla recoberta de sucre caramel·litzat, similar a l'ametlla ronyosa.